# Arnold Duppengiesser
Arnold Duppengiesser (även Toppengiesser), död 1628 eller 1629 i Aachen, var en tysk industriman, under en tid verksam i Sverige.
Arnold Duppengiesser var ägare till mässingsbruket Northberg i Stolberg i hertigdömet Jülich. Han var borgare i Aachen och senare i Amsterdam och inkallades 1620 till Sverige för att organisera den svenska mässingsindustrin. Han hade för avsikt att anlägga ett mässingsbruk vid Gemnerhögen vid Svartån strax utanför Västerås, där dock endast en gårdhytta (för raffinering av koppar) kom till uppförande och den förstördes redan 1629 av brand. 1621 övertog han arrendet av Skultuna mässingsbruk och fick 1623 tillstånd att anlägga ett mässingsbruk vid Vällinge i Salems socken, där han fick igång en inte omfattande produktion. Duppengiessers försök att organisera den svenska mässingstillverkningen misslyckades dock. Han försökte införa ett yrkesskrå efter modell från Aachen med sig själv som ålderman, och det blev svårt att inkalla utländska gelbgjutare som kunde acceptera Duppengiesser som ledare. Slutligen var man tvungen att låta de gelbgjutare som ville slå sig ned i landet slippa Duppengiessers överhöghet. 1628 återvände han till Aachen och avled kort tid därefter.